# Ная, Рокуро
Рокуро Ная (яп. 納谷 六朗 Ная Рокуро:, 20 октября 1932 года — 17 ноября 2014 года) — японский сэйю, брат сэйю Горо Наи. 

## Биография
Родился в Токио, младший брат будущего сэйю Горо Наи (с которым впоследствии многократно работал над одними и теми же фильмами и сериалами). Актёрскую карьеру начинал в театральной труппе, впервые выступил как актёр озвучивания в 1969 году в аниме-сериале Humanoid Monster Bem. В дальнейшем наиболее заметными ролями Наи в аниме стали Водолей Камю (англ. Aquarius Camus, Saint Seiya) и Бунта Такакура (Crayon Shin-chan). Как актёр дубляжа озвучивал персонажей сериалов «Морская полиция: Спецотдел» (Дональд Мэллард), «24 часа» (Крис Хендерсон) и фильма «Властелин колец: Возвращение короля» (Король мёртвых)
В 2014 году, на восьмой церемонии Seiyu Awards, был награждён премией за заслуги карьеры, присуждаемой сэйю, внесшим вклад в разных жанрах, включая дублирование иностранных фильмов. Умер в ноябре того же года от пневмонии в возрасте 82 лет. На момент смерти работал в агентстве Mausu Promotion.

## Роли

### Аниме-сериалы
- Akakichi no Eleven (1970) — Масада, Такэси Камиока
- Samurai Giants (1973) — Таробэй Хацума
- Urikupen Kyuujotai (1974) — рассказчик
- Dokaben (1976) — Хикару Ёсицунэ
- Wakakusa no Charlotte (1977) — Найт
- Uchuu Senkan Yamato 2 (1978) — Ясухико Ямада
- Galaxy Express 999 (1978) — Бурудасу
- Mirai Shounen Conan (1978) — Террит
- Shin Lupin Sansei (1978) — Айдэ, Косукэ Киндани, Стефан
- Gordian Warrior (1979) — Барри Хок
- Tondemo Senshi Muteking (1980) — Сонни Юки
- Nils no Fushigi na Tabi (1980) — Маркос
- Muu no Hakugei (1980) — Колд, Кэйм
- Urusei Yatsura (1981) — Ханава-сэнсэй
- Rokushin Gattai God Mars (1981) — Гира
- Mahou no Princess Minky Momo (1982) — Папа
- Sei Juushi Bismarck (1984) — Франц
- Chikkun Takkun (1984) — Папа
- Ninja Senshi Tobikage (1985) — Кэгарэ Санада
- Mahou no Star Magical Emi (1985) — Дзюнъити Кадзуки
- Lupin III: Part III (1985) — Дорон
- Saint Seiya (1986) — Аквариус Камус
- High School! Kimen-gumi (1986) — Кю Дайма
- Maison Ikkoku (1986) — отец Кодзуэ
- City Hunter (1987) — Генерал
- City Hunter 2 (1988) — Исикава
- Hello! Lady Lin (1988) — Джордж
- Jungle-Taitei (1989) — Ламп
- Ranma ½ (1989) — Хёттоко/Рюкити
- Tanoshii Moomin Ikka (1990) — Фредриксон
- Anime Himitsu no Hanazono (1991) — Генри
- Chiisana Obake Acchi, Kocchi, Socchi (1991) — Тёккири-сан
- Crayon Shin-chan (1992) — Энтё, профессор Го
- Lupin III: Russia yori Ai o Komete (1992) — Дюк Браун
- Nanatsu no Umi no Tico (1993) — Томас ЛеКонте
- YuYu Hakusho (1993) — Сэнсуй
- Juuni Senshi Bakuretsu Eto Ranger (1994) — Нёрори
- Street Fighter II V (1994) — Дорай
- Flame of Recca (1997) — Мори Коран
- Super Doll Licca-chan (1998) — доктор Скейркрау
- Taiyou no Ko Esteban (1998) — Каспер
- Hare Tokidoki Buta (1998) — старик
- Kyorochan (1999) — доктор Мацгир, инспектор Нирами
- Hidamari no Ki (2000) — Усикубо Тобэй
- Noir (2001) — Зеллнер
- Hikaru no Go (2001) — Хонимбо Кувабара
- Pokémon (2001) — Кит Баския
- Asobotto Senki Goku (2002) — Кюдзо
- Ou Dorobou Jing (2002) — Король Контро
- Patapata Hikousen no Bouken (2002) — Агнор Сан Беллан
- Honou no Mirage (2002) — Удзимаса Ходзё
- Astro Boy (2003) — доктор Павлос
- Avenger (2003) — Метис
- Kannazuki no Miko (2004) — Ороти
- Konjiki no Gash!! (2004) — доктор Риддлс
- Gallery Fake (2005) — Дзими
- Jinki: Extend (2005) — Гэнта Огавара
- Black Cat (2005) — Мэйсон Ордроссо
- Black Jack (2006) — старик
- Pokémon: Advanced (2006) — Тэйра
- Ramen Fighter Miki (2006) — Тосиюки
- Oh! Edo Rocket (2007) — Гойнкё
- Kaze no Shoujo Emily (2007) — Джимми Мюррей
- Reideen (2007) — Фуруки
- Nogizaka Haruka no Himitsu (2008) — Оки Ногидзака
- Mokke (2008) — Скелетон
- Lupin III: Sweet Lost Night (2008) — Джодан
- Umi Monogatari: Anata ga Ite Kureta Koto (2009) — Мацумото
- Guin Saga (2009) — Гаджус
- Tatakau Shisho (2009) — Ганбанзел Гроф
- Fullmetal Alchemist: Brotherhood (2009) — Грумман
- One Piece (2009) — Харедас
- Psychic Detective Yakumo (2010) — Хидэёси Хата
- Durarara!! (2010) — старый художник
- Densetsu no Yuusha no Densetsu (2010) — Король Нельфы
- Yosuga no Sora (2010) — дедушка Акиры
- Rainbow: Nisha Rokubou no Shichinin (2010) — Хаякава
- Digimon Xros Wars (2011) — Котэмон
- Eureka Seven (2012) — Кристоф Бланк
- Sidonia no Kishi (2014) — старик

### Анимационные фильмы
- Crayon Shin-chan (1993—2014) — Энтё
- Fuse Teppou Musume no Torimonochou (2012) — Дзандзо

### OVA
- Armor Hunter Mellowlink (1988) — Гэлвин Фокс
- Fake (1996) — Леонард Генри
- Shamanic Princess (1996) — Трон Йорда
- Batman: Gotham Knight (2008) — Джеймс Гордон
- Space Pirate Captain Herlock: The Endless Odyssey (2002) — Ноо

### Видеоигры
- Lunar: The Silver Star (1992) — Галеон
- Lunar: Eternal Blue (1994) — Галеон
- Grandia (1997) — Гадвин
- Panzer Dragoon (1998) — Зейдок
- Galaxy Angel (2002) — Люфт Вайцен
- Professor Layton and the Diabolical Box (2007) — доктор Эндрю Шрадер
- Way of the Samurai 4 (2011) — Кинугава Онсэн
- Chaos Rings II (2012) — Смерть
- Virtue’s Last Reward (2012) — Тэммёдзи
- Etrian Odyssey (2014) — Райшульц
- Fire Emblem Fates (2015) — Гюнтер, Ананкос